# Working Man
Working Man är en låt av det kanadensiska bandet Rush. Den återfinns på albumet Rush, utgivet den 1 mars 1974. Den finns även med på livealbumen All the World's a Stage, Different Stages och Rush in Rio samt samlingsalbumen Chronicles och The Spirit of Radio: Greatest Hits 1974–1987.

## Live
Rush spelade "Working Man" live 882 gånger. Det var den sista låten som spelades på deras sista konsert, den 1 augusti 2015.